# إغناثيو غاريدو
إغناثيو غاريدو (بالإسبانية: Ignacio Garrido)‏ هو لاعب غولف إسباني، ولد في 27 مارس 1972 في مدريد في إسبانيا.

## وصلات خارجية
- إغناثيو غاريدو على موقع رابطة أوروبا للاعبي الغولف المحترفين (الإنجليزية)
- إغناثيو غاريدو على موقع التصنيف العالمي الرسمي للغولف (الإنجليزية)